# Kenneth Erskine
Kenneth Erskine (* 1. Juli 1963 in Hammersmith) ist ein britischer gerontophiler Serienmörder, der 1986 in London sieben Menschen ermordete und zu lebenslanger Haft verurteilt wurde. Da sich vier der sieben Morde im Stadtteil Stockwell ereigneten, wurde er der „Stockwell Strangler“ genannt.

## Verbrechen
Erskine drang am 9. April in die Wohnung der 78-jährigen pensionierten Lehrerin Nancy Eileen Emms in Wandsworth ein, erdrosselte und vergewaltigte sie. Am 9. Juni erdrosselte er die 67-jährige Janet Crockett in ihrer Wohnung in Stockwell. 19 Tage später drang er in ein Wohnheim in Stockwell ein, erdrosselte die beiden polnischen Pensionisten Valentine Gleim (84) und Zbigniew Stabrawa (94) und verging sich sexuell an ihnen. Am 8. Juli missbrauchte er den 84-jährigen William Carmen in Islington, erdrosselte ihn und stahl dessen Bargeld. Am 21. Juli verübte er einen ähnlichen Überfall auf den 84-jährigen William Downes in Stockwell. Am nächsten Tag ermordete er die 83-jährige Witwe Florence Tisdall in einem Wohnkomplex in Fulham. Außerdem wird er verdächtigt, im selben Jahr noch vier weitere Morde an älteren Menschen begangen zu haben.
Am 30. Januar 1988 wurde Erskine wegen siebenfachen Mordes zu sieben Mal lebenslange Freiheitsstrafe mit einer Mindesthaftdauer von 40 Jahren verurteilt.
1996 geriet Erskine nochmals in die Schlagzeilen, als er im Gefängnis dem Serienmörder Peter Sutcliffe das Leben rettete. Dieser wurde am 23. Februar vom Mitgefangenen Paul Wilson attackiert und beinahe erdrosselt, ehe Erskine Alarm schlug und Wilson überwältigt werden konnte.
| Personendaten    | Personendaten           |
| ---------------- | ----------------------- |
| NAME             | Erskine, Kenneth        |
| ALTERNATIVNAMEN  | Stockwell Strangler     |
| KURZBESCHREIBUNG | britischer Serienmörder |
| GEBURTSDATUM     | 1. Juli 1963            |
| GEBURTSORT       | Hammersmith             |